# Peter Cargill
Peter Cargill (Saint Ann Parish, 2 marzo 1964 – Saint Ann Parish, 15 aprile 2005) è stato un calciatore e allenatore di calcio giamaicano, di ruolo difensore.